# ری نام-سیل
ری نام-سیل (انگلیسی: Ri Nam-sil؛ زادهٔ ۱۳ فوریهٔ ۱۹۹۴) بازیکن فوتبال زن اهل کره شمالی است.
وی همچنین در تیم ملی فوتبال زنان کره شمالی بازی کرده است.